# Ліцей № 10 міста Житомира
Ліцей № 10 міста Житомира (Ліцей № 10 м. Житомира) — заклад загальної середньої освіти міста Житомира. Заснований у 1946 році. Величко Олександр Юлійович, Оксана Перебейнос, Нечипорчук Олена Юріївна, Повідаш Ольга Миколаївна група 1-Б клас НУШ

## Історія
Історія ліцею починається з дореволюційного часу. Із архівних довідок було відновлено відомості про заклад і знайдено, що Смоківка була невеликим селищем поблизу Житомира, землі якої належали поміщиці пані Довольській. З приходом Жовтневої революції будинок було націоналізовано і створено в ньому початкову школу. В школі був лише один клас, в якому навчалися діти різного віку. Учителював в ньому Онуфрій Миколайович.
В кінці 20-их років XX століття школу перевели в приміщення дитячого будинку (в якому сьогодні знаходиться педагогічний ліцей). Тут школа знаходилась до початку Німецько-радянської війни. В роки війни школа була закрита, а після звільнення Житомира була переведена в приміщення іншого панського будинку.
В 1946 р. відкрита ЗОШ № 10 в приміщенні нинішнього ліцею № 2. Першим директором школи після війни був Пасічник Марко Трохимович, а заступником — Гонтарж Ядвіга Станіславівна.
Восени 1958 року нове приміщення, в якому зараз знаходиться ліцей, побудовано і здано в експлуатацію. Його прийняв і очолив педагогічний і учнівський колектив на чолі з директором Захарчуком Миколою Олександровичем, а завучем залишилася Гонтарж Ядвіга Станіславівна. 

## Сьогодення
У ліцеї побудовано новий спортзал та медіатеку. Усі кабінети оновлено, вони мають сучасний дизайн відповідно до стандартів Нової Української Школи. У кожному класі встановлено мультимедійні дошки з проєкторами, які активно використовуються вчителями та учнями під час навчання.
Станом на 2022 рік загальна кількість учнів — 575, загальна кількість класів — 21. У ліцеї відкрито 8 інклюзивних класів.

## Назва
До 2022 року ліцей мав назву Загальноосвітня школа І-ІІІ ступенів № 10 міста Житомира.